# Fessia vvedenskyi
Fessia vvedenskyi là một loài thực vật có hoa trong họ Măng tây. Loài này được (Pazij) Speta mô tả khoa học đầu tiên năm 1998.